# أنبيونغ داي غن
أنبيونغ داي غن (بالهانغل: 안평대군 / بالهانجا: 安平大君 - وتعني الأمير العظيم أنبيونغ) ولد في 18 أكتوبر 1418 ومات في 18 نوفمبر 1453 هو أحد أمراء مملكة جوسون وخطاط وشاعر وكاتب. الأمير هو ابن الملك سيجونغ من زوجته الملكة سوهون واسمه عند الولادة إي يونغ (이용 - 李瑢) من عشيرة جونجو إي (전주 이씨 - 全州 李氏)، واسم ملاطفته تشونغجي (청지 - 淸之)، واسمه الفني بِهايدانغ (비해당 - 匪懈堂). الأمير هو شقيق كل من الملك منجونغ والملك سيجو والأمير غمسونغ. الأمير أنبيونغ هو واحد من يُكجونغيونغ والذين كانوا على علاقة مع عملية إعادة الملك دانجونغ إلى العرش. امتاز الأمير بخطه وشعره ورسوماته ولعبه بأداة غاياغم. قتل الأمير على يد شقيقه الملك سيجو إثر محاولته الانقلاب على الحكم حيث نفي مع عائلته أولاً ثم قتل بعد ذلك.

## التصوير الحديث
- مسلسل هان ميونغ هوي من قناة KBS وعرض في سنة 1994 وقام بدوره نو يونغ غك.
- مسلسل الملك والملكة من قناة KBS وعرض بين سنة 1998 وسنة 2000 وقام بدوره جونغ سونغ مو.
- مسلسل الملك العظيم سيجونغ من قناة KBS وعرض في سنة 2008 وقام بدوره هان شي هن وغانغ هان بيول.
- مسلسل رجل الأميرة من قناة KBS وعرض في سنة 2011 وقام بدوره إي جو سوك.
- مسلسل الملكة إنسو من قناة JTBC وعرض بين سنة 2011 وسنة 2012 وقام بدوره إي كوانغ غي.